# Jay Schroeder
Jay Brian Schroeder (Milwaukee, 28 giugno 1961) è un ex giocatore di football americano statunitense che ha giocato nel ruolo di quarterback nella National Football League (NFL). Fu scelto nel corso del terzo giro (83º assoluto) del Draft NFL 1984 dai Washington Redskins. Al college giocò a football a UCLA.

## Carriera professionistica
Scelto nel terzo giro del Draft 1984 dai Washington Redskins, Schroeder scese in campo per la prima volta nel suo secondo anno dopo che il quarterback Joe Theismann subì un infortunio che pose fine alla sua carriera. Il suo primo passaggio in carriera fu un completo da 43 yard per Art Monk, il primo di quattro che portarono i Redskins a segnare un touchdown e vincere la partita. Schroeder divenne titolare nella stagione successiva, guidando la squadra a un record di 12-4, lanciando un record di franchigia di 4.109 yard (superato nel 2015 da Kirk Cousins) e venendo convocato per il Pro Bowl. Washington giunse fino alla finale della NFC ma fu sconfitta per 17-0 dai New York Giants.
La stagione successiva, Schroeder si slogò una spalla nella prima gara contro i Philadelphia Eagles venendo sostituito da Doug Williams, un giocatore con cui Jay aveva rapporti tesi. Schroeder tornò nel prosieguo della stagione ma continuò ad essere rallentato dagli infortuni e vide la sua considerazione tra gli allenatori e i tifosi scendere, permettendo al più popolare Williams di imporsi come titolare, guidando la squadra alla vittoria del Super Bowl XXII. Schroeder fu scambiato la stagione successiva con i Los Angeles Raiders per l'offensive tackle Jim Lachey, il quale sarebbe stato convocato per numerosi Pro Bowl con i Redskins.
Jay trascorse diverse stagioni come quarterback titolare dei Raiders, avendo successo solo a tratti. Guidò la squadra fino alla finale della AFC dove però fu spazzata via dai Buffalo Bills 51-3 e Schroeder subì 5 intercetti. Come accaduto in precedenza a Washington, le giocate incostanti di Schroeder lo resero poco amato dai compagni di squadra, che furono felici quando Todd Marinovich lo sostituì in una gara di stagione regolare e di playoff nel 1991 e anche quando Jeff Hostetler arrivò nel 1993 dopo che Schroeder fu svincolato. Passò le ultime due stagioni della carriera con i Cincinnati Bengals nel 1993 e con gli Arizona Cardinals nel 1994.

## Palmarès
- Super Bowl : 1

Washington Redskins: Super Bowl XXII
- National Football Conference Championship: 1

Washington Redskins: 1987

### Individuale
- Convocazioni al Pro Bowl: 1

1986

## Statistiche
| Yard passate  | 20.063 |
| Touchdown     | 114    |
| Intercetti    | 108    |
| Passer rating | 71,7   |